# Жидков, Евгений Петрович
Евгений Петрович Жидков (29.08.1926—09.04.2007) — российский учёный в области прикладной математики и математического моделирования, доктор физико-математических наук (1970), профессор кафедры физики элементарных частиц физического факультета МГУ, заслуженный деятель науки РФ (1997).
Родился 29 августа 1926 г. в г. Самаре. Окончил Куйбышевский педагогический институт (1948, с отличием) и аспирантуру мехмата МГУ, в 1952 г. защитил кандидатскую диссертацию на тему «Дифференциальные уравнения параболитического типа с малым параметром».
В 1952—1954 гг. работал в НИИ, участвовал в создании первой советской ЭВМ и вычислительной машины «Стрела».
В 1954—1959 гг. доцент кафедры высшей математики Московского инженерно-физического института.
В 1959—1963 гг. начальник отдела вычислительной математики и счетных машин Лаборатории теоретической физики ОИЯИ. В 1963—1966 гг. начальник Вычислительного центра ОИЯИ.
С 1966 г. — начальник отдела вычислительной математики ЛВТА. В 1994—2007 гг. — советник дирекции ЛВТА (с 2000 года — ЛИТ).
Кандидат физико-математический наук (1952), доктор физико-математических наук (1970). Профессор (1973). Докторская диссертация:
- Некоторые нелинейные задачи современной физики и математические методы их решения : диссертация ... доктора физико-математических наук : 01.00.00. - Дубна, 1970. - 214 с. : ил.

Область научных интересов:
- нелинейные задачи математической физики, в том числе теория расчета магнитных систем ускорителей и динамики движения заряженных частиц в таких полях с использованием ЭВМ,
- развитие метода введения дополнительного параметра применительно к различным задачам математической физики (непрерывный аналог метода Ньютона).

Разработал методы вычисления континуальных интегралов в связи с задачами квантовой механики и квантовой теории поля. Внёс вклад в создание эффективных математических методов решения задач физики элементарных частиц, теории ядра, конденсированных сред, расчета крупных физических установок ОИЯИ и других физических центров.
Преподавал на физическом факультете МГУ, РУДН, на кафедре Высшей математики Международного университета «Дубна».
Подготовил около 30 кандидатов наук, 7 из них защитили докторские диссертации. Опубликовал более 300 научных работ.
Заслуженный деятель науки РФ (1997). Почётный работник высшего образования России. Награждён орденами Трудового Красного Знамени (1975), Дружбы народов, Серебряным крестом Ордена Заслуг ПНР (1982), орденом Болгарии.
Список публикаций: http://www.mathnet.ru/rus/person26773
Сочинения:
- Е. П. Жидков, Г. И. Макаренко, “Решение задачи Дирихле для нелинейного эллиптического уравнения путем введения непрерывного параметра”, Докл. АН СССР, 187:4 (1969),  723–725
- Е. П. Жидков, Т. В. Рыльцева, Б. Ф. Феоктистов, “Метод решения краевых задач для нелинейных дифференциальных уравнений, описывающих движение заряженных частиц в магнитных полях ускорителей”, Ж. вычисл. матем. и матем. физ., 10:5 (1970),  1199–1209
- Устойчивые методы суммирования интеграла Фурье [Текст]. - [Дубна : [б. и.], 1977]. - 22 с.; 22 см. - (Объединенный институт ядерных исследований. Издания; Р5-10369).
- О локальной сходимости приближенных методов решения операторных уравнений [Текст] / Е. П. Жидков, Б. Н. Хоромский. - Дубна : ОИЯИ, 1976. - 22 с.; 21 см. - (Сообщения Объединенного института ядерных исследований; Р5-9598).

Скоропостижно умер 09.04.2007.